# Aeropuerto Internacional de Andros Town
El Aeropuerto de Andros Town o Aeropuerto Internacional de Andros Town (IATA: ASD, OACI: MYAF) es un aeropuerto que atiende a Andros Town en la Isla Andros en Bahamas. Es también conocido como Aeropuerto Fresh Creek.
Es el único aeropuerto comercial en la Isla Andros. El aeropuerto cuenta con operaciones de dos aerolíneas, pero aun así cuenta con pocos turistas. El aeropuerto es como cualquier otro aeropuerto pequeño de Bahamas, con facturación, oficinas de aerolíneas, tiendas de regalos y restaurantes.

## Aerolíneas que sirven el aeropuerto
- Continental Airlines
  - Continental Connection operado por Gulfstream International Airlines (Fort Lauderdale)
- Bahamasair (Nassau)
- Lynx Air International (Fort Lauderdale)
  - Lynx Air International operado por Florida Coastal Airlines (Fort Lauderdale)